# Parodia tuberculata
Parodia tuberculata là một loài thực vật có hoa trong họ Cactaceae. Loài này được Cárdenas mô tả khoa học đầu tiên năm 1951.

## Hình ảnh

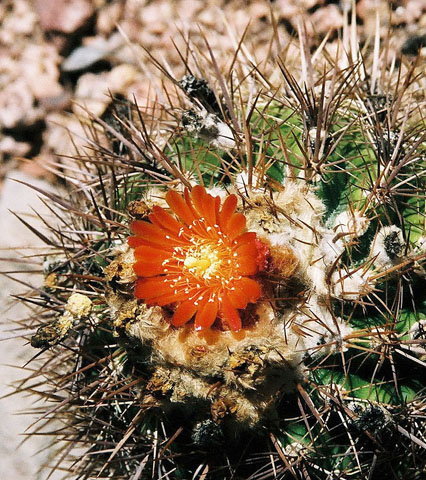